# ماري ديل شيلتون
ماري ديل شيلتون (بالإنجليزية: Mary-Dell Chilton)‏‏(من مواليد 2 فبراير 1939 في إنديانابوليس، إنديانا ) هي واحدة من مؤسسي التكنولوجيا الحيوية النباتية الحديثة.

## النشأة والتعليم
التحقت شيلتون بمدرسة خاصة لتعليمها المبكر. حصلت على كل من بكالوريوس ودكتوراه في الكيمياء من جامعة إلينوي. أكملت في وقت لاحق عمل ما بعد الدكتوراه في جامعة واشنطن في سياتل.

## الوظيفية والبحث
قامت شيلتون بتدريس وإجراء البحوث في جامعة واشنطن في سانت لويس. أثناء وجودها في الكلية هناك في أواخر السبعينيات وأوائل الثمانينيات، قادت دراسة بحثية تعاونية أنتجت أول النباتات المعدلة وراثيًا.
كانت شيلتون هي أول (1977) من يثبت وجود جزء من تى بلازميد الخاص بالأجرعية المورمة في الحمض النووي النووي لأنسجة المرارة التاجية. كما أظهر بحثها عن الأجرعية المورمة أن الجينات المسؤولة عن التسبب في المرض يمكن إزالتها من البكتيريا دون التأثير سلبًا على قدرتها على إدخال الحمض النووي الخاص بها في خلايا النبات وتعديل جينوم النبات. وصفت شيلتون ما قامت به لنزع سلاح البلازميد الجرثومي المسؤول عن نقل الحمض النووي. أنتجت هي ومعاونوها أول نباتات معدلة وراثيًا باستخدام الأجرعية المورمة تحمل بلازميد تى منزوع السلاح (1983). وقد تم تسميتها «ملكة الجراثيم».
شيلتون مؤلف لأكثر من 100 مطبوعة علمية. وهي زميلة علوم متميزة في مؤسسة سينجنتا للتكنولوجيا الحيوية. بدأت حياتها المهنية في الشركة عام 1983 مع شركة سيبا-غايغي(شركة قديمة لشركة سينجنتا).

## الجوائز والتكريمات
لعملها مع الأجرعية المورمة، حصلت على دكتوراة فخرية من جامعة لوفين، وسام جون سكوت من مدينة فيلادلفيا، وعضوية في الأكاديمية الوطنية الأمريكية للعلوم، وميدالية بنيامين فرانكلين في علوم الحياة من معهد فرانكلين.
تم تكريمها من قبل جمعية علوم المحاصيل الأمريكية في عام 2011 بالجائزة الرئاسية للمنظمة.
تكريمًا لإنجازاتها العديدة، أعلنت سينجنتا في عام 2002 عن إنشاء مركز ماري ديل شيلتون - وهو مركز إداري ومركز مؤتمرات جديد تمت إضافته إلى منشأة الشركة في مثلث الأبحاث، في ولاية كارولينا الشمالية، في يونيو 2013 سُلِّمت جائزة الغذاء العالمي المرموقة لعام 2013، وفي عام 2015 انتُخِبت شيلتون في قاعة مشاهير المخترعين الوطنية.

## روابط خارجية
- ماري ديل شيلتون في سينجينتا